# Municipio de Emiliano Zapata (Tlaxcala)
El Municipio de Emiliano Zapata (nombrado así en honor al revolucionario Emiliano Zapata, está ubicado en la parte norte del Estado de Tlaxcala, cuenta con una población de 4146 habitantes. Se convirtió en municipio en 1995 separándose del municipio de Terrenate a quien antes pertenecía.

## Ubicación geográfica
Cuenta con una extensión territorial de 50.230 km², a una altitud media de 2,900 m s. n. m.
Colinda al norte y al este con el Estado de Puebla, en específico con el municipio de Ixtacamaxtitlan; al sur con el municipio de Terrenate, al suroeste con el municipio de Lázaro Cárdenas, y al oeste con el municipio de Tlaxco.
== Personas destacadas ==
- * Ing. F. SERGIO MACÍAS DÍAZ. Reconocido inventor, ganador nacional del "premio a la creatividad", mejoro la técnica que captura imágenes de las descargas de corona que se producen alrededor de un objeto cuando se somete a un campo eléctrico de alto voltaje de la camara kirlian. Fue un pionero en la extracción de la laja arqueológica que beneficio la economía del lugar.

## Localidades
- Emiliano Zapata, cabecera municipal con una población de 1759 habitantes
- Colonia Gustavo Díaz Ordaz, con una población de 597 habitantes

## Actividades económicas
Las principales actividades económicas del municipio son: la agricultura, que en su mayoría es de maíz y papas, aunque gracias a la reciente construcción de una presa ahora pueden sembrarse hortalizas; otra importante actividad económica es la maquila de ropa de importantes fábricas, en su mayoría de México; y en los últimos años ha tomado importancia la minería, que año con año adopta más mano de obra.

## Festividades
- Festejo de carnaval. Se realiza el domingo de Pascua y finaliza el martes.
- Fiesta patronal en honor a Cristo Rey. Se celebra en fecha variable, regularmente el tercer domingo de noviembre con actos religiosos, desfile, feria, coronación de la reina y juegos pirotécnicos.